# Georginio Rutter
Georginio Rutter (ur. 20 kwietnia 2002 w Plescop) – francuski piłkarz martynikańskiego pochodzenia, występujący na pozycji napastnika w angielskim klubie Brighton & Hove Albion. Były młodzieżowy reprezentant Francji. 